# Clypeodytes
Clypeodytes är ett släkte av skalbaggar. Clypeodytes ingår i familjen dykare.

## Dottertaxa tillClypeodytes, i alfabetisk ordning[1]
- Clypeodytes ater
- Clypeodytes bedeli
- Clypeodytes bicornis
- Clypeodytes bufo
- Clypeodytes concivis
- Clypeodytes cribrosus
- Clypeodytes darlingtoni
- Clypeodytes densepunctatus
- Clypeodytes dilutus
- Clypeodytes divoi
- Clypeodytes duodecimmaculatus
- Clypeodytes eboris
- Clypeodytes fartilis
- Clypeodytes feryi
- Clypeodytes flexuosus
- Clypeodytes gestroi
- Clypeodytes hemani
- Clypeodytes insularis
- Clypeodytes jaechi
- Clypeodytes larsoni
- Clypeodytes lentus
- Clypeodytes loriae
- Clypeodytes meridionalis
- Clypeodytes migrator
- Clypeodytes perlautus
- Clypeodytes pertusus
- Clypeodytes procerus
- Clypeodytes proditus
- Clypeodytes pseudolentus
- Clypeodytes roeri
- Clypeodytes severini
- Clypeodytes similis
- Clypeodytes simplex
- Clypeodytes sordidipennis
- Clypeodytes spangleri
- Clypeodytes submarginatus
- Clypeodytes weberi
- Clypeodytes weiri
- Clypeodytes viator